# 松岡美術館

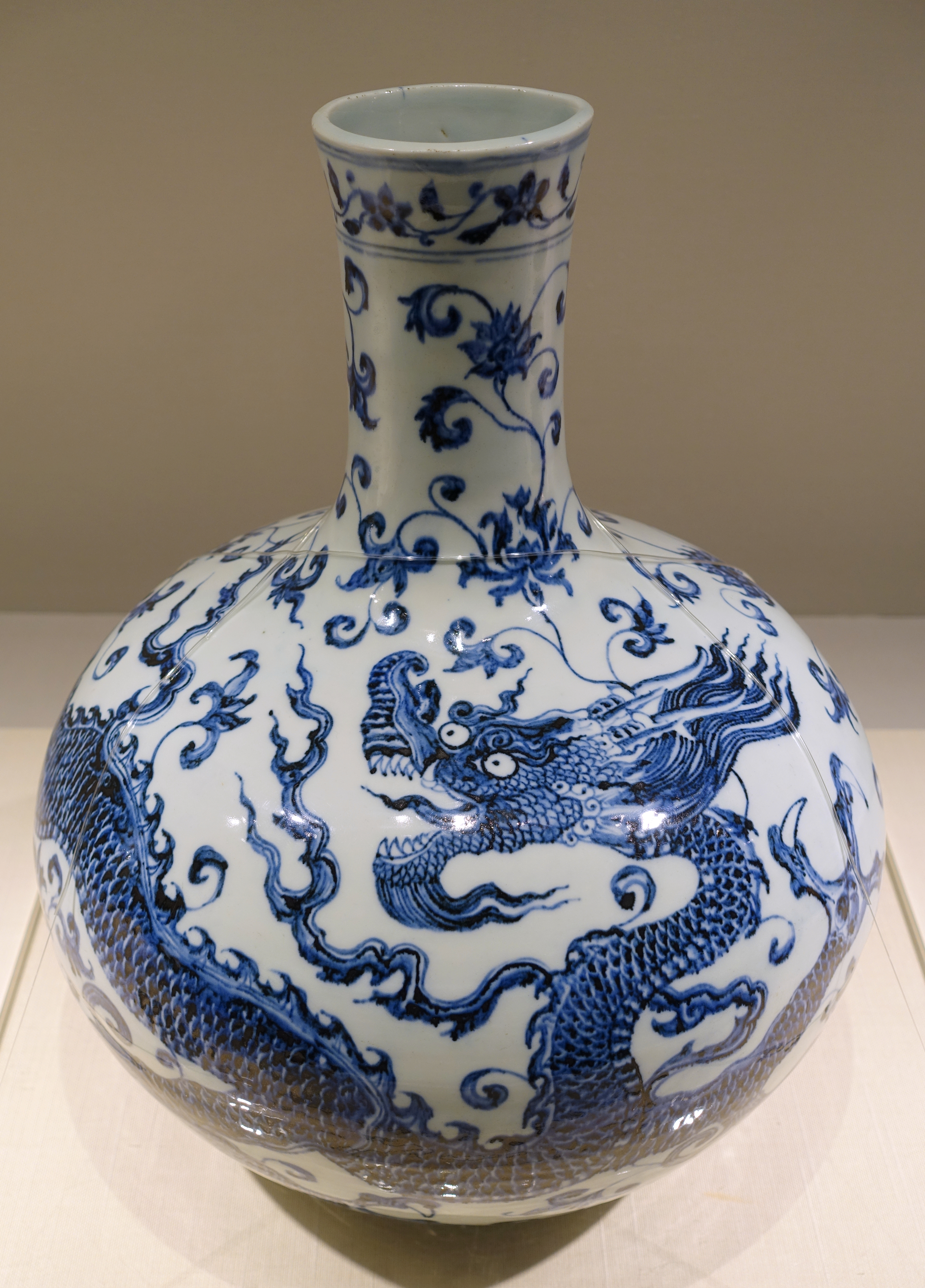
青花龍唐草文天球瓶 明時代（永楽期）

松岡美術館（まつおかびじゅつかん）は、東京都港区白金台に所在する、昭和50年（1975年）11月開設の私立の美術館。

## 概要
当初は新橋の自社ビル内に開設したが、平成12年（2000年）4月、現在の創立者私邸跡地に新美術館を建設し、移転・再開した。
創設者は松岡地所創立者の松岡清次郎（1894年 - 1989年）。清次郎は若い頃から骨董の趣味があったが、ヨーロッパでオークションを体験したのが切っ掛けで、78歳から本格的に収集を始めた。青花磁器の名品「青花双鳳草虫図八角瓶」（元代作）と、「青花龍唐草文天球瓶」（明・永楽期作）の入手が、清次郎に美術館創設を決心させたという。
収蔵品は、ブールデルやヘンリー・ムーアなどの現代彫刻、ガンダーラ石造彫刻や中世ヒンドゥー教彫刻といったインド彫刻、中国・朝鮮・日本・ベトナムの東洋陶磁器、室町水墨画から昭和までに渡る日本絵画、ルノワールやモディリアーニ、ヴラマンクといったフランス近代絵画、など多岐にわたる。
設備点検等のため、2019年6月から2022年1月25日まで休館していたが、1月26日に再開した。

## 主な収蔵品

### 西洋画
- クロード・モネ 『ノルマンディの田舎道』 1868年
- ピエール＝オーギュスト・ルノワール 『リュシアン・ドーデの肖像』 パステル・紙 1879年
- ウジェーヌ・ブーダン 『海、水先案内人』 1884年
- アルマン・ギヨマン 『アゲーの岩場』 1893年
- イポリット・プティジャン 『ニンフのいる風景』 1901年
- カミーユ・ピサロ 『カルーゼル橋の午後』 1904年
- アンリ・モレ 『渦潮、フェニステール県』 1911年
- アメデオ・モディリアーニ 『若い女の胸像（マーサ嬢）』 1916-7年頃
- ポール・シニャック 『サン・トロペの港』 1923年
- ジョルジュ・ルオー 『ブルターニュ教会の内部』 1938年
- モーリス・ド・ヴラマンク 『スノシュ森の落日』 1938年
- アルベール・マルケ 『アルジェの港』 1942年
- ポール・デルヴォー 『オルフェウス』 1956年

### 日本画
- 『法華曼荼羅図』 1幅 絹本著色 平安末期
- 伝周文 『竹林閑居図』 1幅 紙本墨画淡彩 竹庵大縁の賛あり（重要文化財）[2]
- 伝狩野山楽 『老松古木花鳥図屏風』 六曲一双 紙本著色 江戸初期
- 円山応挙 『遊鯉水禽図屏風』 六曲一双 紙本金泥著色 天明元年（1787年）
- 池田蕉園・輝方合作 『桜舟・紅葉狩図屏風』 六曲一双 絹本著色 明治45年（1912年）
- 寺崎広業 『春海雪中図屏風』 六曲一双 紙本著色 大正3年（1914年）
- 池上秀畝 『巨浪群鵜図屏風』 六曲一双 絹本著色 昭和7年（1932年）

### 陶磁
- 青花双鳳草虫図八角瓶 元時代
- 青花龍唐草文天球瓶 明時代（永楽期） - 1974年、ロンドンのサザビーズで松岡清次郎が入手したもので、42万ポンド（当時の日本円換算で2億5千万円）という当時の最高値を付けた[3]。

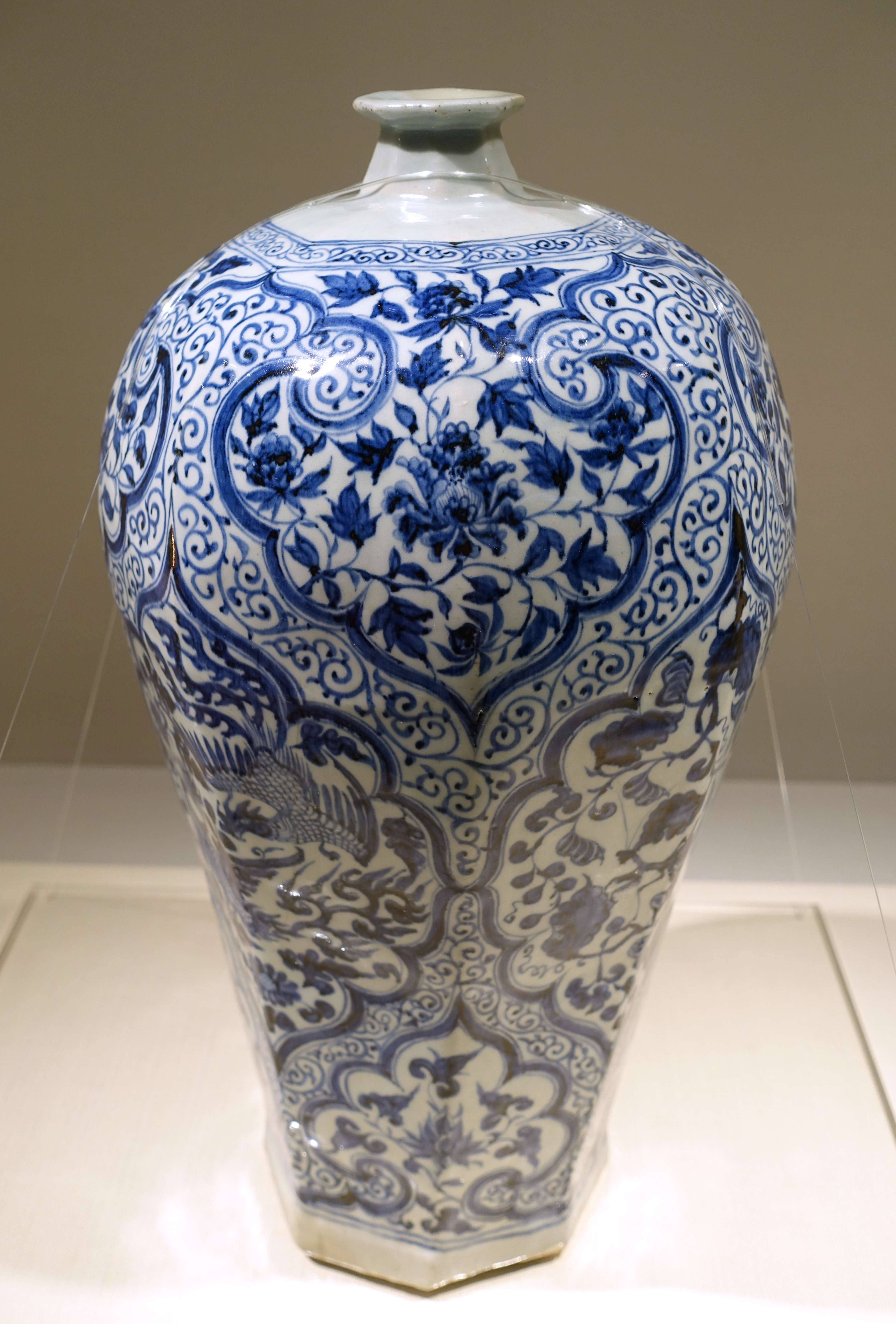
青花双鳳草虫図八角瓶 元時代
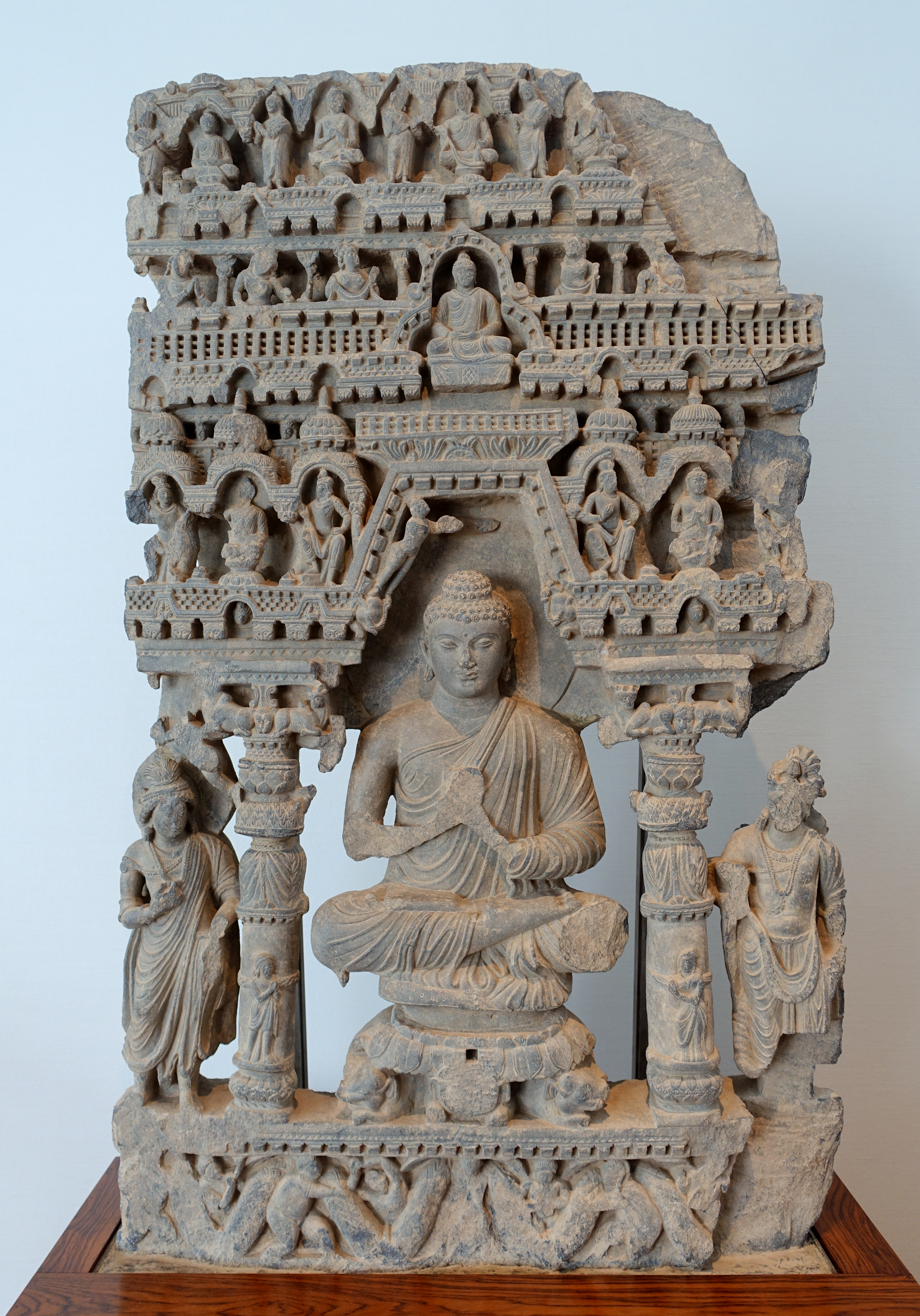
ガンダーラ 仏説法浮彫 3世紀頃
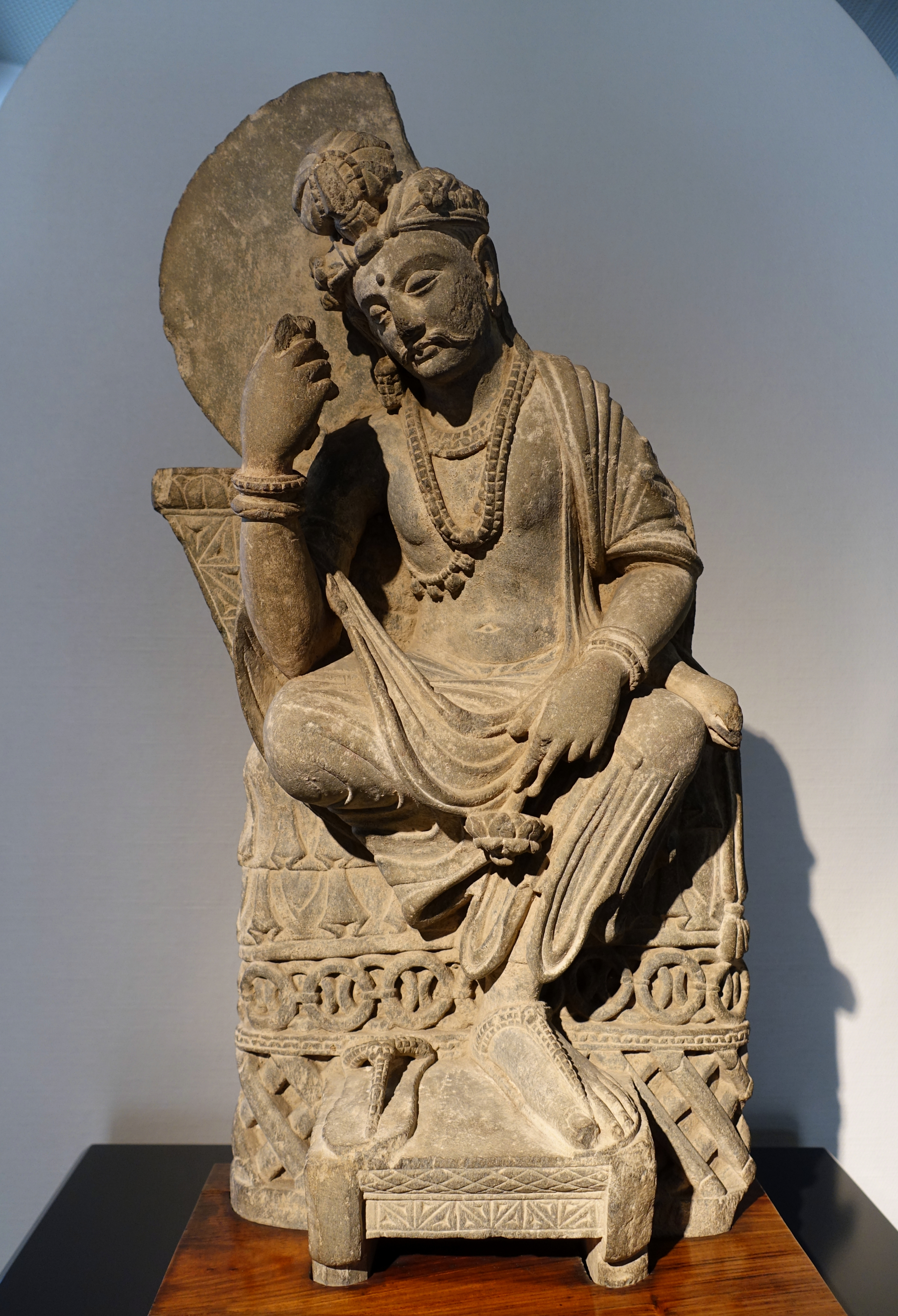
ガンダーラ 菩薩半跏像 3世紀頃
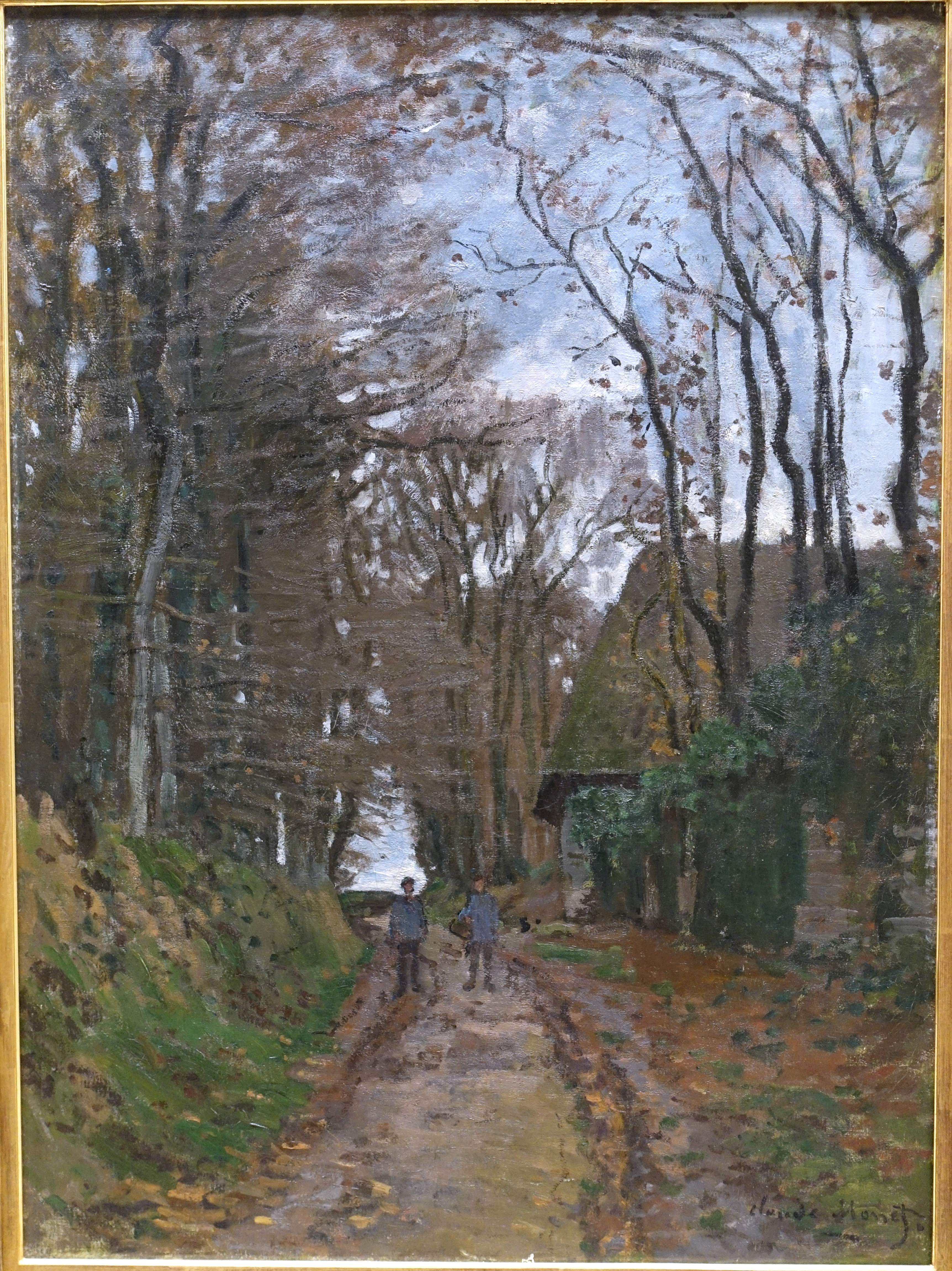
クロード・モネ『ノルマンディーの道』1868年

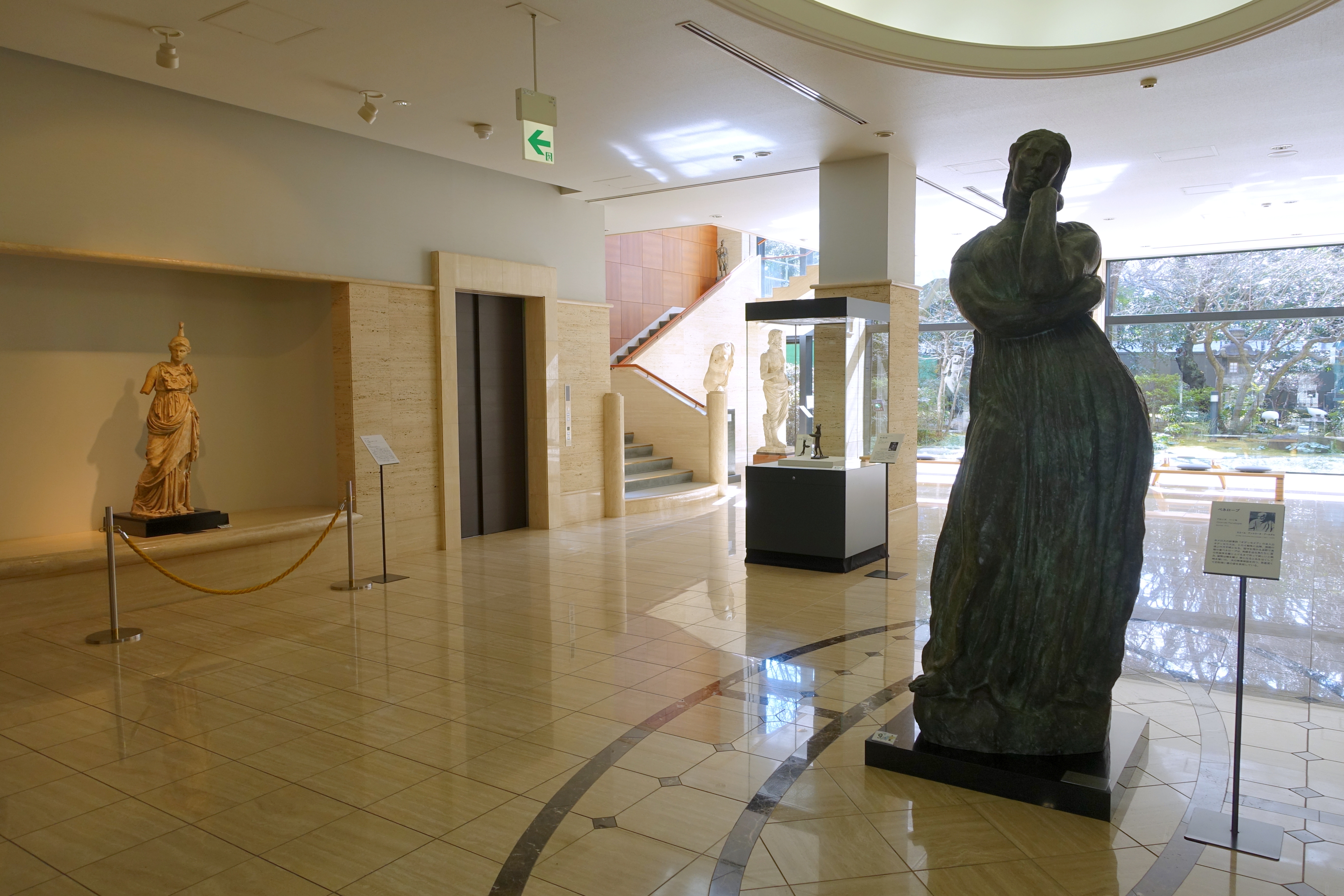
館内風景（右手前はアントワーヌ・ブールデル『ペネロペ』）
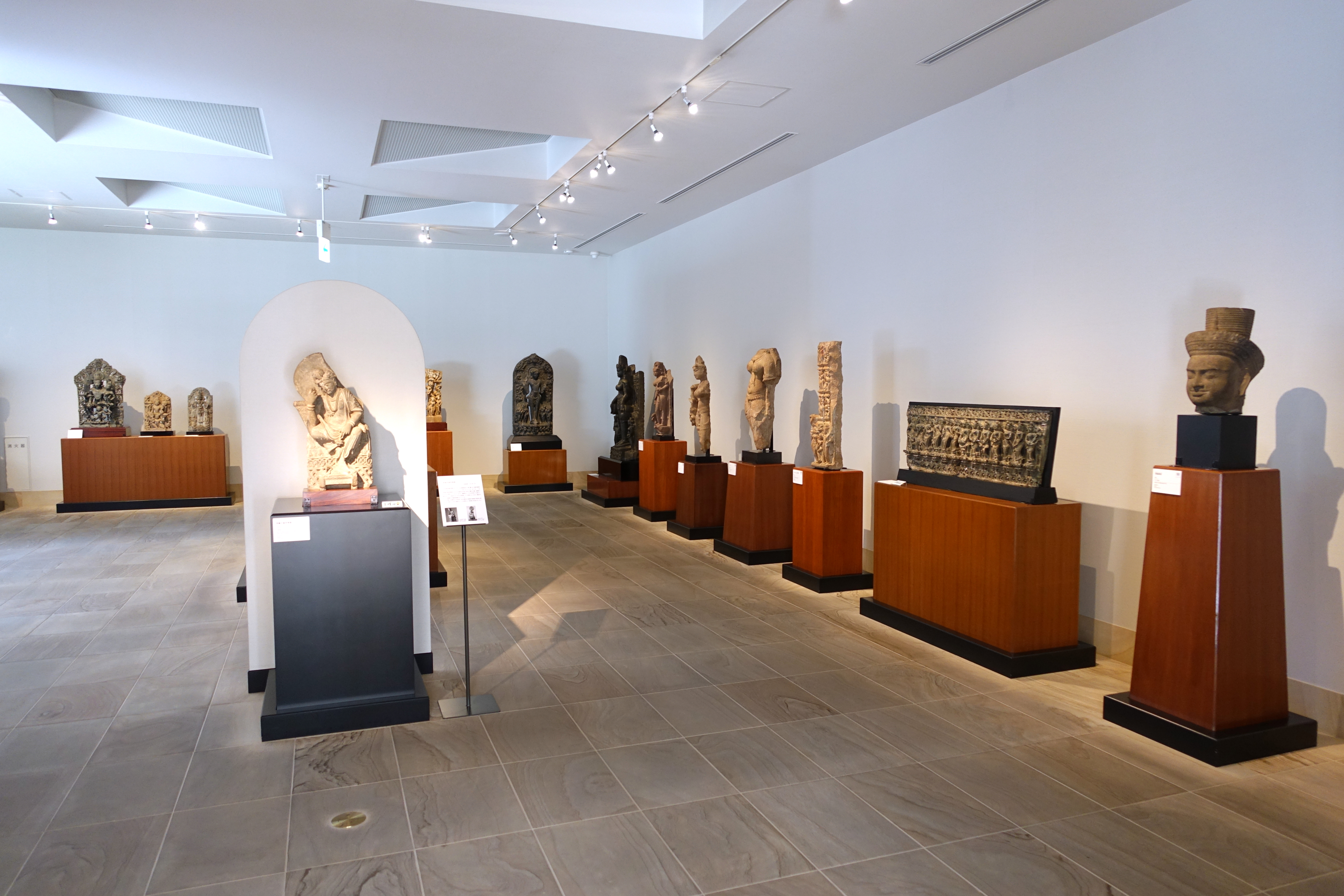
館内風景（アジアの彫刻の展示、左手前はガンダーラの菩薩半跏像）
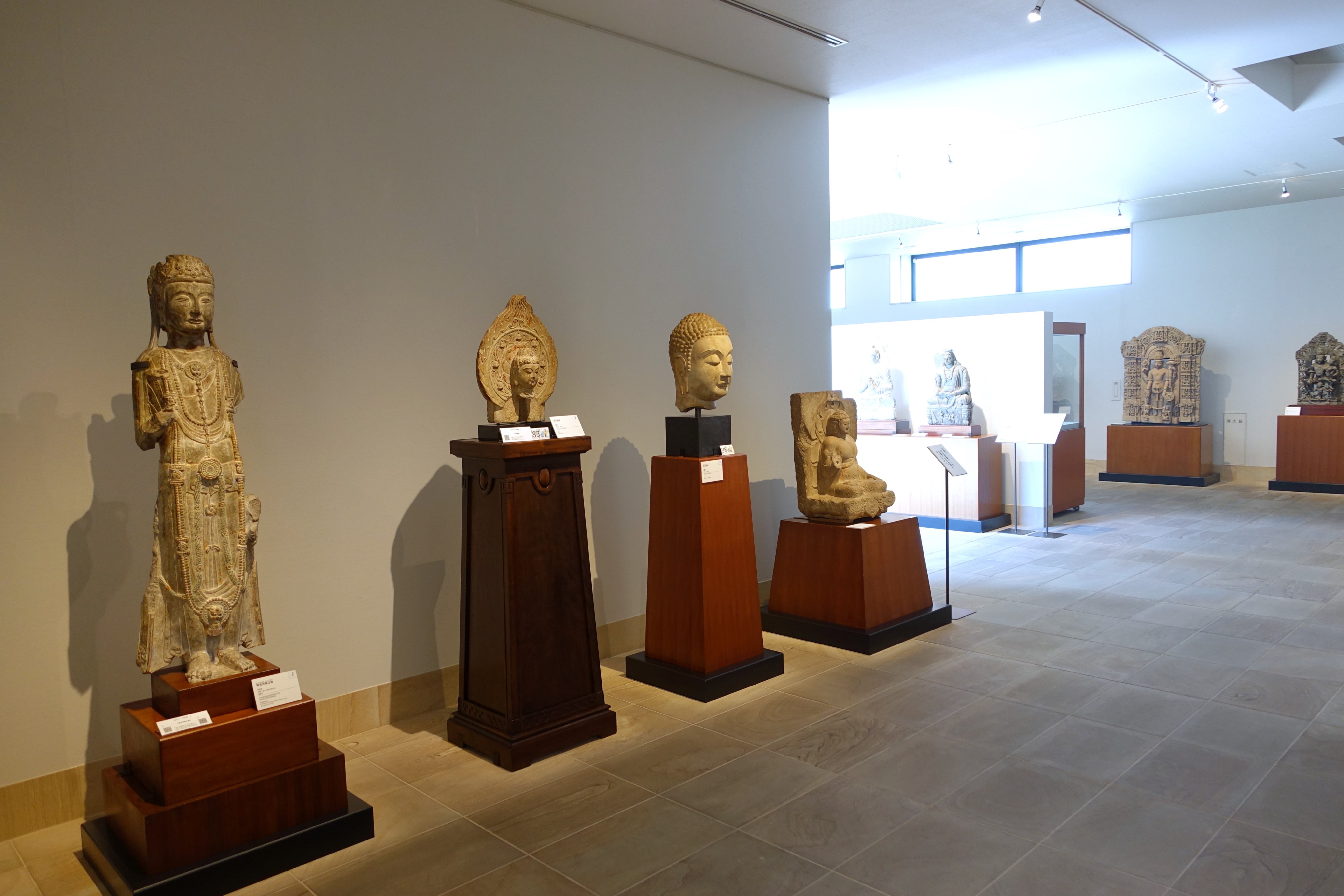
館内風景（中国の仏像の展示）

## 基本情報
- 交通アクセス ： JR目黒駅東口より徒歩約15分。東京メトロ白金台駅より徒歩約6分

## 参考資料
- 展覧会図録 『松岡美術館所蔵 フランス印象派からエコール・ド・パリ展』 1996年
- 大山教男 『松岡美術館と共に歩みて』 松岡地所株式会社発行、2009年10月

松岡美術館発行図録
- 『館蔵日本画選集』 1987年8月
- 『東洋陶磁名品図録』 1991年11月
- 『古代東洋彫刻図録』 1994年1月
- 『館蔵 フランス近代絵画』 1995年
- 『日本画名品選』 2006年10月